# 特蘭斯特嶺
77°56′S 163°5′E / 77.933°S 163.083°E
特蘭斯特嶺（英語：Transit Ridge）是南極洲的山嶺，位於維多利亞地的斯科特海岸，屬於皇家學會嶺的一部分，處於斯普林冰川和米切爾冰川之間，長7公里，現時由南極條約體系管理。